# Kozłówka (Lublin)
Pour les articles homonymes, voir Kozłówka.
Kozłówka (prononciation : [kɔˈzwufka]) est un village polonais de la gmina de Kamionka dans le powiat de Lubartów de la voïvodie de Lublin dans l'est de la Pologne.
Il se situe à environ 4 kilomètres au sud-est de Kamionka (siège de la gmina), 8 kilomètres à l'ouest de Lubartów (siège du powiat) et 23 kilomètres au nord de Lublin (capitale de la voïvodie).
Le village compte approximativement une population de 820 habitants.

## Musée
Dans Kozłówka se situe un palais de style baroque/classique et son parc est aujourd'hui un musée de la famille Zamoyski. Le musée possède également une section consacrée à la sculpture de l'époque communiste ainsi qu'à d'autres arts.

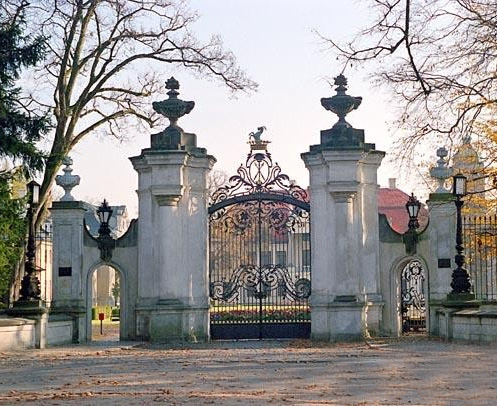
Grille du parc.
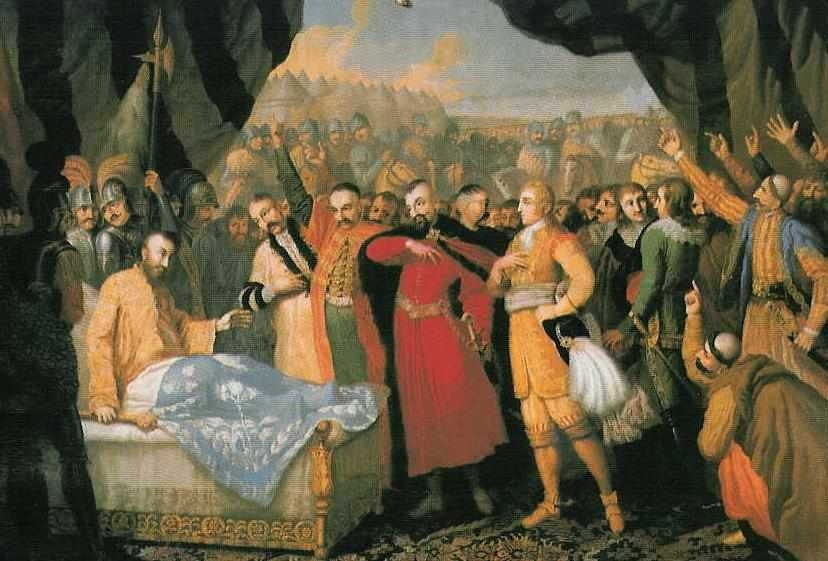
La mort de Jan Karol Chodkiewicz après la Bataille de Khotin (1621) par Franciszek Smuglewicz.
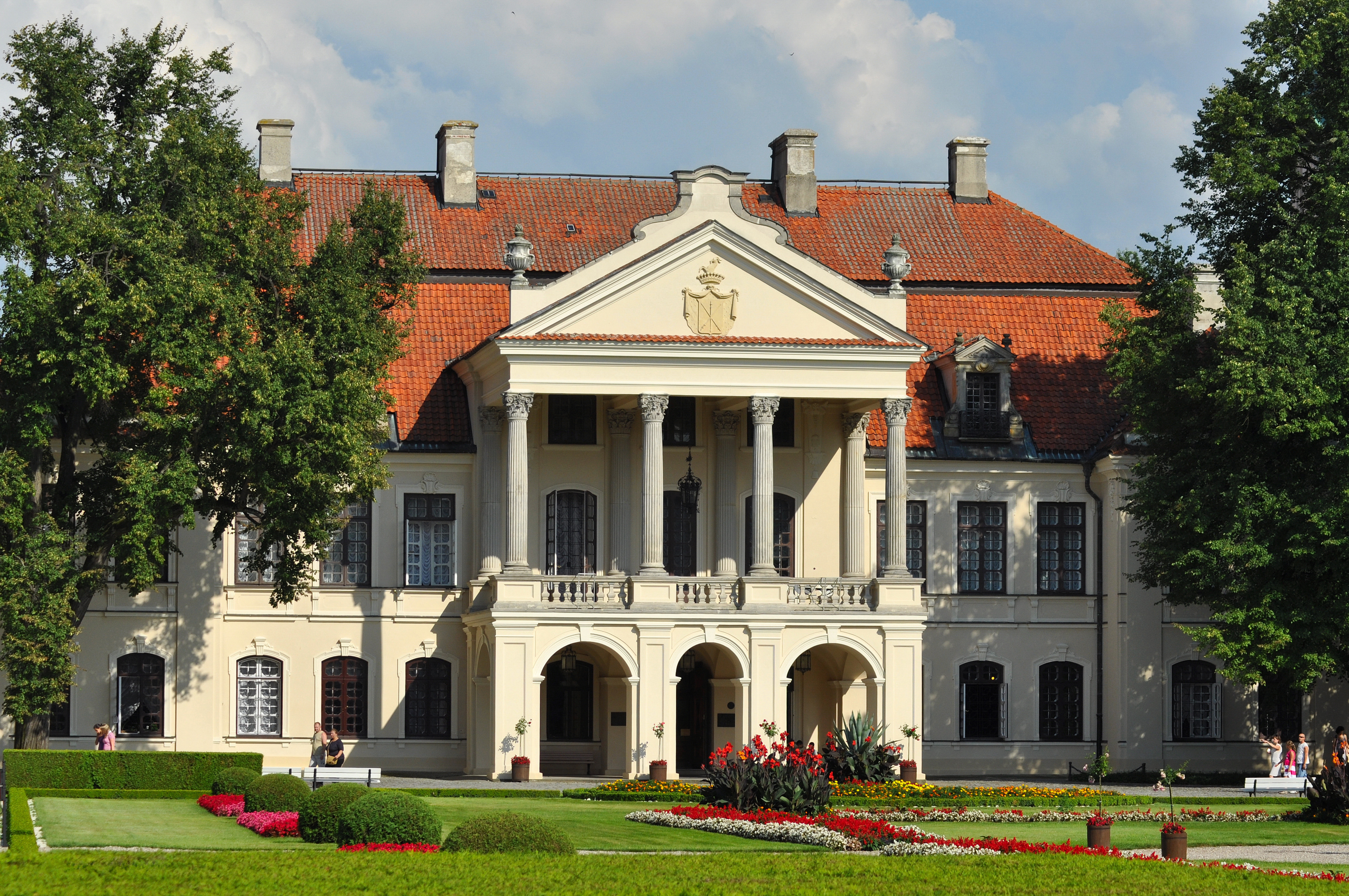
Façade avant.
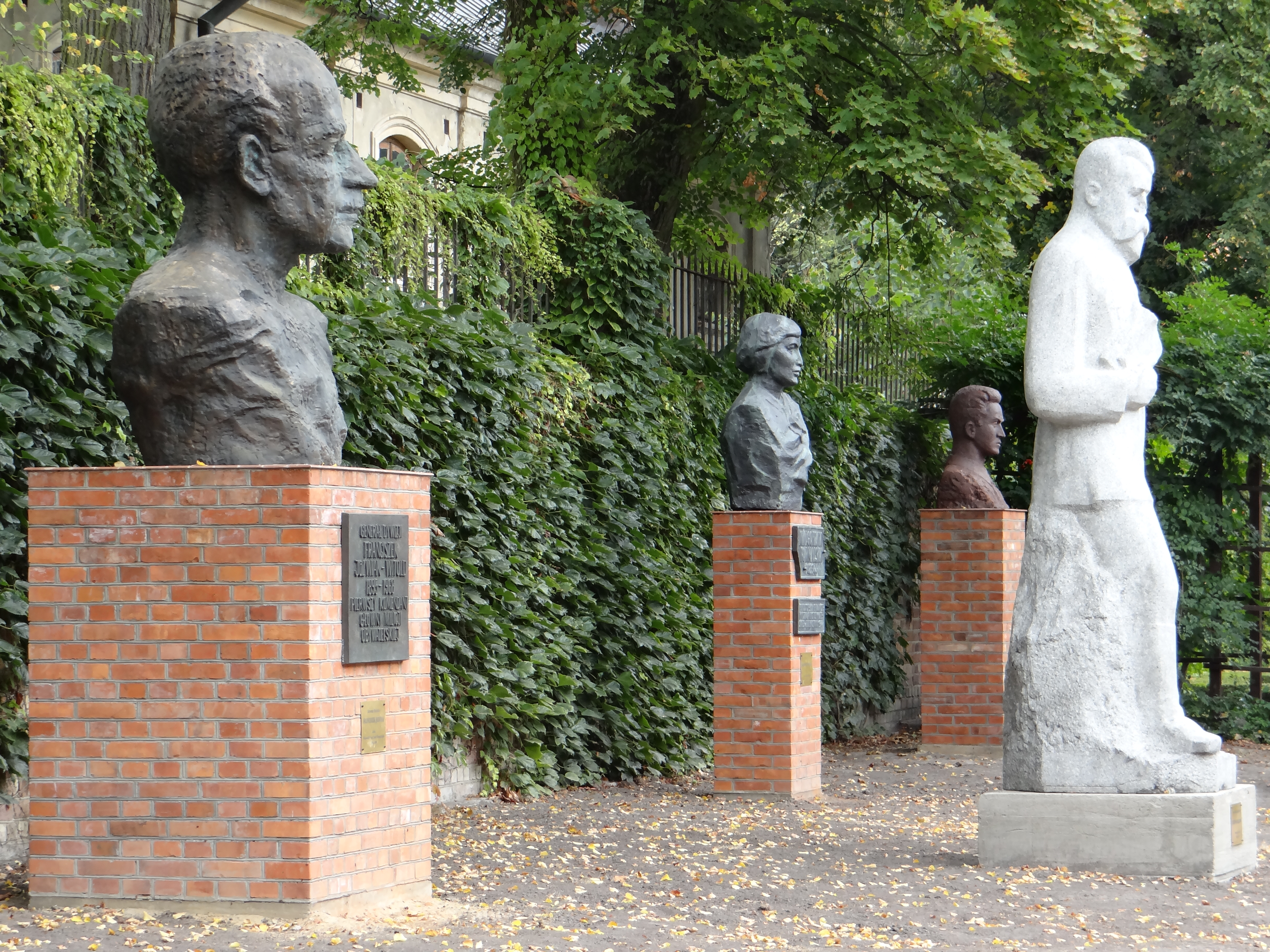
Galerie du social-réalisme.
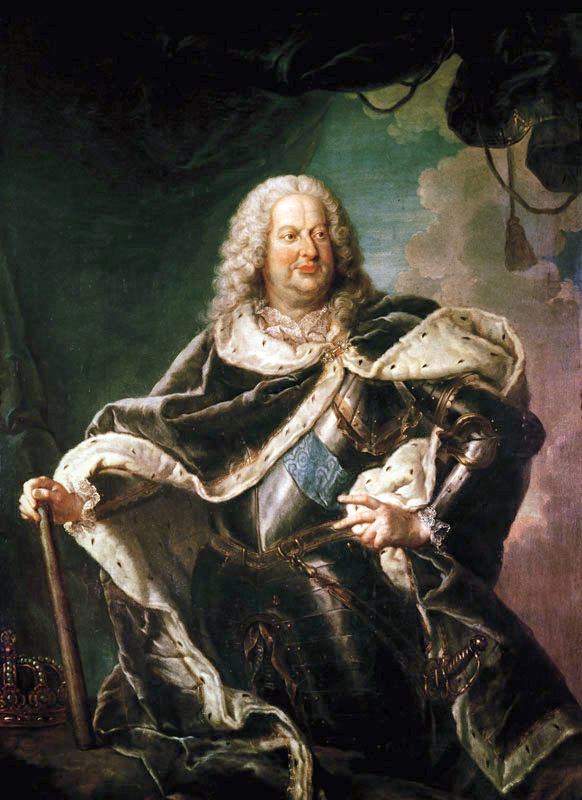
Portrait de Stanislas Leszczynski par Jean Girardet.

## Histoire
De 1975 à 1998, le village est attaché administrativement à l'ancienne Voïvodie de Lublin.

Depuis 1999, il fait partie de la nouvelle voïvodie de Lublin.